# Pyrophanes
Pyrophanes is een geslacht van kevers uit de familie glimwormen (Lampyridae). Het geslacht werd voor het eerst wetenschappelijk beschreven in 1885 door Olivier.

## Soorten
- Pyrophanes appendiculata E. Olivier, 1885
- Pyrophanes beccarii E. Olivier, 1885
- Pyrophanes elongata Ballantyne, 2015
- Pyrophanes quadrimaculata E. Olivier, 1886
- Pyrophanes semilimbata (E. Olivier, 1883)
- Pyrophanes similis E. Olivier, 1885
- Pyrophanes similisimma Ballantyne, 2015

### Synoniemen
- Pyrophanes indica (Motschulsky, 1854) => Pyrophanes indica (Motschulsky, 1854) => Inflata indica (Motschulsky 1854)